# 孟徳 (元)
孟 徳（もう とく、生没年不詳）は、モンゴル帝国（大元ウルス）に仕えた漢人将軍の一人。済南府の出身。

## 生涯
孟徳はモンゴル帝国に初期から仕え、鄒平県令・淄州節度使を経て同知済南路事に任命された人物であった。1236年（丙申）、陝西・四川方面を統括する諸王コデンが孟徳を元帥に任じ、孟徳は済南路の軍団を率いて南宋領の徐州・光州攻略に功績を挙げた（第一次南宋侵攻）。1244年（甲辰）、「六皇后（ドレゲネ）称制」と呼ばれる皇帝が不在の時期であったが、大王アルチダイにより万戸に任じられた。この時、濠州・蘄州・黄州などを攻めて功績を残している。
1253年（癸丑/憲宗3年）からは命を受けて睢州を守り、1255年（乙卯/憲宗5年）からは命を受けて海州に移った。このころ、南宋の呂文徳が攻撃を仕掛けてきたが、孟徳がこれを撃退し、太尉の劉海を捕虜とする勝利を得ている。1257年（丁巳/憲宗7年）には襄陽・樊城攻めに従事し、1259年（己未）には息子の孟義とともにクビライの配下に入り、鄂州攻めに加わった。1262年（中統3年）には李璮の乱鎮圧に従事したが、その後老齢を理由に引退し、息子の孟義に地位を譲った。